# Zirc
Zirc är en mindre stad i Ungern i provinsen Veszprém. Zirc tillhör distriktet med samma namn. År 2019 hade Zirc 6 831 invånare.